# Saint-Hippolyte-du-Fort
Saint-Hippolyte-du-Fort este o comună în departamentul Gard din sudul Franței. În 2009 avea o populație de 3.803 de locuitori.

## Evoluția populației
| An        | 1975  | 1982  | 1990  | 1999  | 2006  | 2009  |
| --------- | ----- | ----- | ----- | ----- | ----- | ----- |
| Populație | 3.461 | 3.400 | 3.515 | 3.391 | 3.650 | 3.803 |